# سیماو
سیماو (به ترکی استانبولی: Simav) شهری است در کشور ترکیه که در استان کوتاهیه واقع شده‌است. جمعیت این شهر بر اساس سرشماری سال ۲۰۰۸ میلادی ۲۵٬۱۴۹ نفر و بر اساس برآوردهای سال ۲۰۰۹ میلادی ۲۴٬۶۲۱ نفر می‌باشد.